# Elymotrigia azutavica
Elymotrigia azutavica är en gräsart som beskrevs av Kotukhov. Elymotrigia azutavica ingår i släktet Elymotrigia och familjen gräs. Inga underarter finns listade i Catalogue of Life.